# Кальдерон, Летисия
Летисия Кальдерон (исп. Carmen Leticia Calderón León; 15 июля 1968, Мехико, Мексика) — мексиканская актриса.

## Биография
Родилась в семье Марио Кальдерона и Кармен Леон. Имеет троих братьев: Алехандро, Марио и Мигеля. Брат Алехандро пошёл по стопам своей сестры — принял участие в телесериале «Просто Мария» и ещё одном фильме. В детстве жила в различных городах Мексики и в возрасте 13 лет вернулась обратно в Мехико. В мексиканском кинематографе дебютировала в 1982 году и с тех пор снялась в 37 работах в кино и телесериалах. Телесериалы «Узы любви», «Истинная любовь», «Женщины-убийцы» и «Во имя любви» оказались наиболее популярными с участием актрисы. Была номинирована 21 раз на 7 различных премий, из них ей удалось одержать достойную победу в 15 из них, за что она получила звание выдающейся актрисы.

## Фильмография
1
Женщины в чёрном (сериал, 2016)
Mujeres de negro ... Irene
2
Не отпускай меня (сериал, 2015 – 2016)
A que no me dejas ... Inés
3
Свирепая любовь (сериал, 2012)
Amor bravío ... Isadora Viuda de Lazcano
4
Сила судьбы (сериал, 2011)
La fuerza del destino ... Alicia Villagómez
5
Во имя любви (сериал, 2008 – 2009)
En nombre del amor ... Carlota Espinoza de los Monteros
6
Plaza Sésamo: Los monstruos feos más bellos (видео, 2008)
... Lety
7
Женщины-убийцы (сериал, 2008 – ...)
Mujeres asesinas ... Sonia Quevedo
8
Раны любви (сериал, 2006)
Heridas de amor ... Young Fernanda de Aragón
9
Истинная любовь (сериал, 2003)
Amor real ... Hanna De La Corcuera
10
Дневник Даниелы (сериал, 1999)
El diario de Daniela ... Lenore Monroy
11
Рождественская сказка (мини-сериал, 1999)
Cuento de Navidad ... Spirit of Christmas Yet to Come
12
Лабиринты страсти (сериал, 1999 – 2000)
Laberintos de pasión ... Julieta Valderrama
13
Мой маленький ангел (1998)
Angelito mío
14
Эсмеральда (сериал, 1997)
Esmeralda ... Esmeralda Rosales-Peñarreal
15
Зажжённый факел (сериал, 1996)
La antorcha encendida ... Teresa de Muñiz
16
Узы любви (сериал, 1995 – ...)
Lazos de amor ... Asistente de Silvia Pinal
17
Пленница любви (сериал, 1994)
Prisionera de amor ... Consuelo
18
Между жизнью и смертью (сериал, 1993)
Entre la vida y la muerte ... Susana Trejos
19
Noches de ronda (1992)
... Rosita
20
Валерия и Максимилиано (сериал, 1991)
Valeria y Maximiliano ... Valeria Landero
21
Я покупаю эту женщину (сериал, 1990)
Yo compro esa mujer ... Ana Cristina
22
Дом в конце улицы (сериал, 1989)
La casa al final de la calle ... Teresa Altamirano Najera
23
Гора страдания (сериал, 1988)
Monte Calvario ... Tere
24
Непокорная (сериал, 1987)
La indomable ... María Fernanda
25
Как мы (сериал, 1987)
Tal como somos ... Meche
26
Секретная тропа (сериал, 1986)
El camino secreto ... Alma, (1986)
27
Отмеченное время (сериал, 1986 – 1990)
Hora Marcada ... Lucía
28
Бьянка Видаль (сериал, 1985)
Bianca Vidal
29
Женщина, случаи из реальной жизни (сериал, 1985 – ...)
Mujer, casos de la vida real
30
Принцесса (сериал, 1984)
Principessa ... Vicky
31
Искорка (сериал, 1983)
Chispita
32
Амалия Батиста (сериал, 1983)
Amalia Batista ... Leticia
33
Падший ангел (сериал, 1982)
El ángel caído ... Clara Robles del Castillo
34
Улица Сезам (сериал, 1972 – ...)
Plaza Sésamo ... Lety

### В титрах не указана
34
Когда я влюблен (сериал, 2010 – ...)
Cuando me enamoro ... Carlota Espinoza de los Monteros, хроника

### Камео
35
Premios TV y novelas 2007 (ТВ, 2007)
36
Сегодня (сериал, 1998 – ...)
Hoy ... ведущая